# Петров, Иван Андрианович
Ива́н Андриа́нович (Алексеевич) Петро́в (1873 или 1877 — 1930) — рабочий, большевик, депутат Государственной думы II созыва от Санкт-Петербургской губернии.

## Биография
Родился в крестьянской семье в 1873 (или 1877) году.
Обучался дома: получил начальное образование, грамотный. Рабочий Охтинских пороховых заводов Главного артиллерийского управления в Санкт-Петербурге. Член РСДРП, большевик. Земельного надела не имел.
Был избран 6 февраля 1907 года в Государственную думу II созыва от общего состава выборщиков Санкт-Петербургского губернского избирательного собрания. Входил в Социал-демократическую фракцию. Член Комиссии о нормальном отдыхе служащих в торговых и ремесленных заведениях. Выступал в ходе прений по вопросу о помощи безработным.
После роспуска Государственной думы II созыва привлечен к суду по делу Социал-демократической фракции. Приговорен к ссылке на поселение в Сибирь.
Дальнейшая судьба неизвестна.